# Niegosław (Lubusz)
Niegosław (prononciation : [ɲeˈɡɔswaf]) est un village polonais de la gmina de Drezdenko dans le powiat de Strzelce-Drezdenko de la voïvodie de Lubusz dans l'ouest de la Pologne.
Il se situe à environ 4 kilomètres au sud-est de Drezdenko (siège de la gmina), 24 kilomètres à l'est de Strzelce Krajeńskie (siège de le powiat) et 43 kilomètres à l'est de Gorzów Wielkopolski (capitale de la voïvodie).
Le village compte approximativement une population de 720 habitants en 2008.

## Histoire
Au cours du deuxième partage de la Pologne en 1793, le village est annexé par le Royaume de Prusse. (voir Évolution territoriale de la Pologne)
Après la Seconde Guerre mondiale, avec la mise en œuvre de la ligne Oder-Neisse, le village retourne à la République populaire de Pologne. La population d'origine allemande est expulsée et remplacée par des polonais.
De 1975 à 1998, le village appartenait administrativement à la voïvodie de Gorzów.

Depuis 1999, il appartient administrativement à la voïvodie de Lubusz